# Федерализам у Босни и Херцеговини
Федерализам у Босни и Херцеговини је специфична врста федерализма примијењена у Босни и Херцеговини.
Босна и Херцеговина је најмлађа федерална држава на свијету. Њено федерално уређење стварано је током рата у Босни и Херцеговини и потврђено је уставом који је произашао из Дејтонског споразума у новембру 1995.
Вишенационалну државу чине три нације и састављена је од два ентитета - Федерације Босне и Херцеговине и Републике Српске. Федерација БиХ је по свом урђењу федерална и носи назив државе, док је Република Српска унитарна држава.
БиХ је врло сложена, контрадикторна и асиметрична држава, а око њеног државног уређења и карактера цјелокупног уставног уређења постоје најразличитија мишљења.

## Развој
Босанскохерцеговачки федерализам посебна је појава која по многочему одступа од уобичајених облика развитка уставности. Уређење Босне и Херцеговине врло је компликовано због неконзистентних уставних рјешења која се односе на њено државно уређење, тј. њену федералну структуру. Босна и Херцеговина нема федералну традицију. Федерализам у Босни и Херцеговини развијао се у ратним условима након распада Југославије у којој је БиХ била једна од шест федералних јединица - социјалистичких република. Стицајем независноти у БиХ се трабало радити на прелазу из унитарног на федерало уређење због нјеног вишенационалног састава, а у таквој ситуацији федерализам се наметнуо као једино могуће рјешење. Федерализација је захтјевала стварање федералних јединица које је требало потврдити савезним уставом. Те федералне јединице нису настале споразумно, већ у ратним околностима. Под притиском међународне заједнице прихваћен је и државни устав у којем је признато постојање федералних јединица у више-мање чињеничној ситуацији. Најосјетљивије питање било је утврђивање граница федералних јединица. Наметнуло се питање треба ли, у процесу федерализације вишенационалних држава, нацијама дати и засебне федералне јединице. У БиХ ово није био само доктринарни, вћ и збиљски сукоб. Због тога се национални критеријум настојао ублажити другим критеријумима - географским, историјским, економским, прометним итд. На другим критеријумима инсистирали су Муслимани, а на националним Срби и Хрвати. Због тих сукоба пропали су мировни планови за БиХ оддкојих је сваки предлагао друкчији број федралних јединица. Мировни планови су као посљедицу имали и веће сукобе зараћених страна, јер ниједан план није био прихваћен истовремено од све три стране. Планови су представљали и конфедералне концепте на којима су инсистирали Срби, тако да је стварна подјела БиХ стално била пристуна. Конфедерација би резултовала распадом државе, што би федерализација спријечила.
Међународна заједница од почетка рата у БиХ нудила је рјешење за унутрашње уређење БиХ као сложене, федералне држав. За српску страну то није било прихватљиво јер би федерализам био препрека њиховом праву на самоодређење до одцјепљења. Муслиманској страни федерализам такође није био прихватљив због тога што је представљао препреку унитарној држави у којој би Муслимани (Бошњаци), као већински, били и темељни народ. Једини заговорник федерализма била је хрватска страна која га је формулирала у Ливањском питању у марту 1992. као приједлог за референдумско питање о независности БиХ. Приједлог је гласио: "Јесте ли засуверену и независну Босну и Херцеговину као државну заједницу конститутивних и суврених народа - хрватског, муслиманског и српског народа - у њиховим националним подручјима (кантонима)?".
Вашингтонски споразум је у марту 1994. склопила хрватска и муслиманска зараћена страна уз саучешће и пристанак Хрватске, док српска страна и СР Југославија нису биле укључене. Њиме је укинута Хрватска Република Херцег-Босна и успостављена Федерација Босне и Херцеговине. Након његовог склапања наставлјен је рат са Србима до склапања Дејтонског споразума у новембру 1995. који је признао постојање Републике Српске и којим је окончан рат у БиХ. Дејтонски споразум је јасан око територијалног и националног код статуса Републике Српске, но Вашингтонски споразум, којег су прихватиле хрватска и муслиманска зараћена страна уз саучешће и пристанак Хрватске, био је утемељен на сасвим друкчијем концепту.
Конфедерализам се у Вашингонском споразуму огледа у преддвдиђању конфедралног односа између Хрватске и Федерације Босне и Херцеговине (без рјешеног питања подручја БиХ с већинским српским становништвом), али и у Дејтонском споразуму који је признао Републику Српску као пандан Федерацији БиХ који је споразум о конфедерацији замијенио споразумом о праву ентитета да успоставе засебне паралелне односе са сусједним земљама у складу са сувереношћу и територијалним интегритетом БиХ. Тако су се тек Вашингтонским, односно Дејтонским мировним споразумом, под притиском међународне заједнице, наметнула уставна рјешења која су укључивала унутрашње границе нове федералне БиХ. Колико је теротиријално гледиште (повезано с етничким предзнаком код Републике Српске) било наглашено, видљиво је у Анексу 2 Дејтонског споразума, према којем су међуентитетске црте разграничења између Федерације БиХ и Републике Српске требало је да буду повучене на карти у додатку овом споразуму. Федерација БиХ добила је 51% државног подручја, а Република Српска 49%. При томее је овај Анекс садржавао и споразум о артибражи који се односио на "дио међуентитетске граничне црт у подручју Брчког који је био предмет спора.